# Maruga
Segons la mitologia catalana, una maruga era una mena d'ésser minúscul que vivia a l'aigua dolça tant de rius com de llacs, que entrava a dins dels cossos de les fadrines que tenien la desventura de beure'n l'aigua, mossegant-les i picant-les des de dins, i per art de màgia deixant-les embarassades.
A l'Alt Empordà hi ha una corranda que diu:
| « | Ai noies que aneu a l'aigua, que aneu a rentar a la Muga: mireu que us heu de guardar d'un pessic de sa Maruga. | » |